# Walter Cristofoletto
Walter Cristofoletto (Treviso, 2 giugno 1964) è un ex rugbista a 15, allenatore di rugby a 15 e dirigente sportivo italiano, già seconda linea di Benetton Treviso e Petrarca, fondatore e presidente dell’Associazione Italiana Allenatori di Rugby.

## Biografia
Cresciuto rugbisticamente nel Treviso, poi Benetton Treviso, Cristofoletto disputò 15 stagioni nella squadra della sua città natale, alternando l'attività rugbistica a quella di funzionario di banca.
Con il suo club vinse 5 scudetti dal 1989 al 1999 e una Coppa Italia e, nel 1992, esordì in nazionale sotto la gestione di Bertrand Fourcade; l'incontro di debutto fu in Coppa FIRA a Rovigo, il 19 aprile contro la Romania.
Fu in campo con la squadra (diretta dal C.T. Georges Coste) che il 22 marzo 1997 a Grenoble realizzò la prima vittoria contro la Francia, che coincise anche con la vittoria nella Coppa Europa.
Prese poi parte alla Coppa del Mondo di rugby 1999 in Galles e anche a due incontri del Sei Nazioni 2000, contro Francia e Inghilterra, gli ultimi della sua carriera internazionale.
In 8 anni di attività in maglia azzurra disputò 30 incontri (24 da titolare), con una meta, a disposizione di quattro commissari tecnici.
Nel 1999 lasciò Treviso dopo 5 titoli di campione d'Italia e si trasferì in Francia a Mont-de-Marsan, dove rimase fino a novembre 2000, per poi rientrare in Italia, al Petrarca, a causa della scadenza dei 18 mesi di aspettativa dal lavoro in banca.
Cessata l'attività agonistica, divenne allenatore in seconda sempre nel club padovano; nel 2006 accettò l'incarico di tecnico del Feltre, ma, a causa dei risultati non positivi, la collaborazione con il club si interruppe nel dicembre 2007.
Attivo anche nel campo dell'associazionismo sportivo, Cristofoletto è tra i fondatori e il presidente dell'AIARUGBY, l'Associazione Italiana Allenatori di Rugby, organismo che si propone la tutela, l'aggiornamento professionale e la rappresentanza dei tecnici italiani della disciplina.

## Palmarès
- Coppa FIRA : 1
Italia: 1995-97
- Campionati italiani: 5
Benetton Treviso: 1988-89, 1991-92, 1996-97, 1997-98, 1998-99
- Coppe Italia: 1
Benetton Treviso: 1997-98